# Isabelle Choinière
Pour les articles homonymes, voir Choinière.

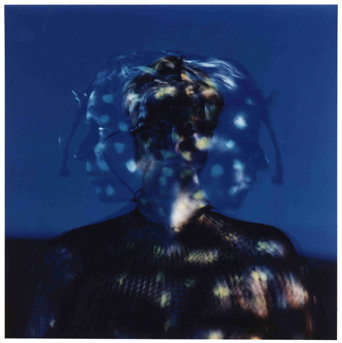
La chorégraphe et danseuse Isabelle Choinière dans Communion (1994-1999)

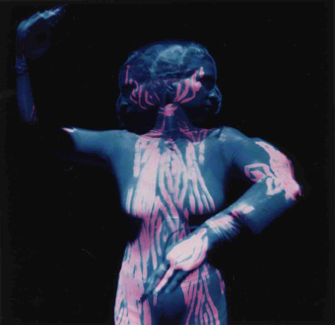
La chorégraphe et danseuse transdisciplinaire dans La Démence des anges (1999-2005)

Isabelle Choinière, est une spécialiste internationale de la recherche-création et des nouvelles scènes contemporaines hybrides intégrant la technologie, ainsi qu'une artiste transdisciplinaire. Elle est également professeure-chercheuse et est régulièrement invitée à participer à des projets de recherche sur l'impact des médias sur le corps en Europe, au Canada et en Amérique latine pour son expertise en tant qu'artiste et chercheuse.
Reconnue par la presse locale et internationale (Le Monde/Paris, Digimag/Italie, Dresdner Neueste Nachrichten/Allemagne, Brazilian Journal on Presence Studies/Brésil, Inter Art actuel/Québec, Vie des arts et Archée/Montréal, etc.) comme conceptrice-performeuse-visionnaire et pionnière de la « cyber-modernité », ainsi que, selon le chercheur français Bernard Andrieu, pour son travail fondamental tant pratique que théorique sur l' « émersiologie et la question de la perception des sensations internes », Isabelle Choinière propose, depuis 1994, des œuvres fortes et originales où se fondent la danse, la performance, la somatique et les arts médiatiques. Depuis 2005, et plus intensément depuis 2015, elle est reconnue pour ses recherches théoriques (livres et essais) et de recherche-création (Intellect Books/R.-U., PUQ/Qc. pages couvertures The IATC Journal/Revue de I'AICT, Critical Stages/E.-U., Europe, Revista Repertório/Brésil, Inter Art actuel/Québec et Ballet Tanz Aktuell International/Allemagne) qui « témoigne de façon convaincante de la puissance du collectif - ou si vous préférez - d'une érudition et d'une recherche distribuée qui fait encore cruellement défaut dans l'académie aujourd'hui » . Ses recherches-créations sont étudiées par des groupes de recherche universitaire en études de cas (Case Studies) à travers le monde depuis 1994.
Elle est l'autrice principale et l'initiatrice du livre "Par le prisme des sens : médiation et nouvelles réalités du corps dans les arts performatifs - Technologies, cognition et méthodologies émergentes de recherche-création" , un outil pédagogique publié en français aux Presses de l'Université du Québec (2019). Ce livre, est aussi publié en anglais par Intellect Books et The University of Chicago Press Books (2020) sous le titre de Through the Prism of the Senses: Mediation and New Realities of the Body in Contemporary Performance. Technology, Cognition and Emergent Research-Creation Methodologies.
Directrice artistique, de recherche et générale de la compagnie de danse et arts numériques Le Corps Indice (1994-2008), Isabelle Choinière explore, du point de vue du corps sensoriel et somatique, les limites physiques et psychiques du corps en relation avec les médias numériques, en soulignant les façons dont les nouvelles technologies affectent ce corps en mutation et révèlent le nouveau statut contemporain du corps dans le contexte technologique. Son travail sur la relation de la médiation et du corps performatif remet en question les conventions - et les liens - de la corporalité, de la corporéité, de l'embodiment, de la cognition et de la perception des spectateurs et des interprètes. Son travail intègre une réflexion sur l'ontologie et l'ontogenèse, le temps et l’espace d’où émerge une conception élargie et inédite du corps.
Basée à Montréal, elle a d'abord été identifiée comme chorégraphe, performeuse et danseuse. Selon Andrea Davidson, théoricienne et ex-professeure de Dance and New Media à l'Université de Chichester au Royaume-Uni, également ex-danseuse et cofondatrice d'un des premiers groupes français portant sur la relation entre la danse et les technologies (Anomos et le laboratoire Médiadanse affiliés à l'Université Paris-VIII), Isabelle Choinière est une des seules chorégraphes qui a intégré, dès le début de sa pratique, la technologie au centre de sa démarche.

## Formation
Née à Montréal (au Québec), elle est passée dans un premier temps par la rigoureuse école de la danse classique. Elle a ensuite été initiée au concept de « nouvelle danse » par Deborah Hay. Après des études collégiales en sciences (pures et de la santé) au Collège de Maisonneuve, elle obtenait en 1989 son baccalauréat en Beaux Arts (programme interdisciplinaire et multiculturel, avec une mineure majoritairement en anthropologie) à l’Université Concordia de Montréal.
En 2015, elle obtient son doctorat fait sous la direction de Roy Ascott, directeur fondateur du Planetary Collegium, dans le cadre du Transdisciplinary Space Research / Centre for Advanced Inquiry in the Integrative Arts (CAiiA, Centre de recherche avancée en arts intégratifs) affilié à l’Université de Plymouth, ainsi que sous la codirection d'Enrico Pitozzi, chercheur-professeur à l'Université de Bologne en Italie. Boursière des prestigieux Fonds de recherche du Québec - Société et culture (FRQSC) 2017-2019, elle effectue un stage de recherche postdoctoral à la Faculté des arts de l'Université du Québec à Montréal sous la supervision de Joanne Lalonde , doyenne de la Faculté des Arts (2019-). Ce stage se fait en collaboration avec le centre de recherche Figura (axe 3: imaginaire contemporain) affilié à OIC et Laboratoire NT2 .

## Publications
Elle a écrit et dirigé un outil pédagogique destiné à l'enseignement des arts et de la recherche-création, soit l'ouvrage collectif "Par le prisme des sens : médiation et nouvelles réalités du corps dans les arts performatifs - Technologies, cognition et méthodologies émergentes de recherche-création", publié en français aux Presses de l'Université du Québec, collection Esthétique (octobre 2019) dirigée par Louise Poissant, actuelle directrice scientifique du FRQSC . Ce livre a été coécrit avec Enrico Pitozzi et Andrea Davidson, et Derrick de Kerckhove en a écrit la postface. La version française est enrichie par la contribution des chercheurs internationaux suivants : Erin Manning, David Howes, Joanne Lalonde, Louis-Claude Paquin, Luc Vanier, Elizabeth Johnson, Anne-Laure Fortin-Tournès et Anaïs Guilet.
Il est aussi publié en version anglaise par Intellect Books et The University of Chicago Press Books (janvier 2020) sous le titre de "Through the Prism of the Senses: Mediation and New Realities of the Body in Contemporary Performance. Technology, Cognition and Emergent Research-Creation Methodologies".
Ce livre examine les changements qui ont eu lieu au cours de la dernière décennie, ceux où les nouvelles technologies ont influencé la rupture épistémologique fondamentale qui a transformé les notions de performativité et de représentation dans les arts. La médiation a remis en question les conventions de la corporéité, de l'embodiment, de la cognition et de la perception des spectateurs et des interprètes. Centré sur les œuvres contemporaines synesthésiques et multimodales, "Par le prisme des sens" examine les nouvelles théories et pratiques des arts corporels et de la performance contemporaine. Trois chapitres principaux présentent des volets distincts de la recherche méthodologique, chacun tissant un lien transdisciplinaire avec les autres chapitres, créant ainsi une œuvre qui résonne avec la recherche artistique et philosophique. Le livre est considéré par les chercheurs David Howes, Geoffrey Edwards, Jocelyne Kiss, Louis Jacob, Henry Daniel , Bernard Andrieu et Roy Ascott comme une contribution essentielle aux discussions autour de la recherche-création et du corps en relation avec les médias numériques, soulignant les façons dont les technologies - en tant qu'environnement - touchent le corps sensoriel et somatique et révèlent le nouveau statut contemporain du corps.

## Autres travaux académiques et parcours
En 2018, elle initie et coorganise avec Joanne Lalonde, Anaïs Guïlet et Anne-Laure Fortin-Tournès le colloque international bilingue Cybercorporéités : subjectivités nomades en contexte numérique qui a eu lieu à l'Université du Québec à Montréal du 27 au 29 septembre 2018.
En 2015, invitée par Roy Ascott, elle a été Lead Guest Editor pour Technoetic Arts, Intellect Journals, Royaume-Uni, un numéro double  qui examine les conséquences et l'impact du « moist media »  dans l'émergence de nouvelles pratiques artistiques.
En 2014, invitée par Derrick de Kerckhove et Cristina Miranda de Almeida, elle est l'autrice d'un chapitre sur la question de l'intervalle dans le contexte des arts performatifs dans The Point of Being. Ce chapitre porte le titre "The interval as a new approach to interfaces: toward a cognitive and aesthetic paradigm of communication in the performing arts".
Ses recherches sont largement publiées et traduites en français, anglais et portugais. En anglais, à Intellect Press, Royaume-Uni (2006, 2013, 2015, 2019), "The IATC Journal-Critical Stages #16", États-Unis/Europe (2017), ISEA2017 Manizales, Colombie (2017), Cambridge Scholars Publishing, Royaume-Uni (2009, 2014), "The Journal of Transdisciplinary Knowledge Design", Corée (2009); en français, à "Chiasmi international #22", France (2021), au "CRNS Éditions/LINKs-series 5&6", France (2021), criv.online/eunoïa, Canada (2020), Revista Repertório, Brésil (2017), "Revue Art&Fact 36", France (2017), Archée, Canada (2016, 2017); ainsi qu'en portugais dans "Revista VIS #17 :1" (2018) et "CENA #17", Brésil (2015).
En 2020-2021, elle est engagée comme chercheuse transdisciplinaire et développeuse d'un projet international d'édition par la professeure en éthique et management Marie-France Lebouc de l'Université Laval. Elle a été professeure associée (2016-2019) à la Faculté de communication, École des médias, UQAM. Elle a été professeure invitée à l'Université du Chili (Chili) en 2017 pour la conception d'un programme et de séminaires transdisciplinaires. Elle a notamment enseigné à l'UQAM (Canada), à l'Université Laval (Canada), à l'University of Toronto (Canada), à l'Universidade de Caldas (Colombie), à l'Université fédérale de Rio de Janeiro (Brésil) et au Cégep du Vieux Montréal (Canada).
Depuis 2021 elle est professeure intégrée à une équipe de coenseignement transdisciplinaire et intersectorielle à la FESP-Faculté des études supérieures et postdoctorales de l'Université Laval au Québec. Elle a également été intégrée comme membre académique par la même faculté (FESP) au comité de programme de la maîtrise sur-mesure en arts et technologie. La mission de ce comité de programme est de designer un curriculum pertinent et d'encadrer les étudiants de 2e et 3e cycle dans ce domaine. Elle codirige aussi des étudiants au programme de Doctorat en études et pratiques des arts à la Faculté des arts de l'UQÀM.
Elle est conférencière principale au Québec et à l'étranger : en 2020, à l'Université Laval (Québec/Canada); en 2017 à l'Université du Chili (Chili) pour "Experiences of Innovation in the Teaching and Learning of the Artistic Disciplines and Dance Education Colloquium: Sensibility and Creativity in Education Process"; en 2013 au "METABODY EU Research Project" de CynetArt (Allemagne) et en 2012 au "UK Somatics and Technology Symposium 2012" à l'Université de Chichester (Royaume-Uni) où elle est l'invitée principale au côté de la pionnière postmoderniste américaine, Nancy Stark Smith (Contact Improvisation). En 2017, au côté du recteur de l'Universidad de Caldas, Manizales (Colombie) Felipe Cesar Londoño, elle donne une conférence au 23rd ISEA2017 International Symposium on Electronic Arts: Bio-Creation and Peace. En 2006, au côté de Suely Rolnik, docteure en psychologie sociale et fondatrice de la chaire de recherche de Subjectivité contemporaine au Pontificia Universidade Católica de São Paulo et proche collaboratrice de Félix Guattari, elle donne une conférence au forum "Perguntas Sobre Arte, Consciência e tecnologia, SESC. / Premio Sergio Motta de Arte e tecnologia" à São Paulo. C'est lors de cette dernière conférence que ses travaux sur l'intervalle, la déstabilisation sensorio-perceptuelle et la relation entre la phénoménologie d'émission et la phénoménologie de réception en art performatif en situation de contact avec la technologie, commencent à prendre forme.
Sa réflexion et sa recherche sur l’intégration des arts électroniques à la danse ont été largement reconnues et lui ont valu de nombreuses invitations dans plusieurs événements internationaux tant en Europe qu’en Amérique latine ou au Québec, pour présenter ses créations mais aussi à titre de conférencière pour en expliquer la substance et en enseigner sa démarche.

## Projet de recherche-création
Sa démarche transdisciplinaire de recherche-création explore et réévalue la relation du corps en mouvement et de la technologie. Plus précisément, elle se penche sur des perspectives récentes dans les arts performatifs qui révèlent des manifestations et dynamiques d'inter-pollinisation entre la somatique - un type d'éducation corporelle - et les technologies qui prennent ancrage dans d’autres conceptions du corps que celle issue de la pensée occidentale : celles inspirées principalement par la contribution philosophique ancienne de l’Asie, de l’Extrême-Orient, de l’Afrique, du Brésil et d’Haïti.
Ancré dans une démarche de fusion des arts et des disciplines, son travail se fonde sur une stratégie du renouvellement – par la déstabilisation – de l’expérience sensorielle et de la perception; la technologie du XXIe siècle ouvrant la voie à des formes émergentes de créations. Son processus de composition demande un regard et un mode d'écoute synesthésique, une relation active et contemporaine aux sens  qui conduit le spectateur vers une refonte radicale de sa propre organisation sensorielle , celle-ci passant - selon Pitozzi - par une sorte de « cannibalisme du geste » opéré par le spectateur.
Sa recherche s'appuie donc sur l'hypothèse que la technologie, utilisée dans ces expérimentations comme une physicalité, devient l'activateur d'un processus de reconfiguration sensoriel et perceptuel. Celui-ci provoque l'évolution de la corporalité (corps anthrophomorphique)  qui générera l'émergence de nouvelles formes de corporéités et d'embodiments issues de la modification physique et phénoménologique de l'effet de la technologie sur le corps performatif en mouvement. Ces émergences deviennent possibles par un déplacement ontologique du corps lorsqu'il est sous l'action, et activé, par la technologie. Cette proposition reflète une approche expérientielle de la technologie, qui implique le corps vécu dans sa dimension de corporalité, de transformation et d'évolution.
Sa réflexion et sa recherche sur l’intégration des arts médiatique à la danse-performance ont été largement reconnues et lui ont valu de nombreuses invitations prestigieuses.
Ses principales recherches-créations à ce jour incluent Communion (1994‒1999); La démence des anges (1999‒2005) ; Meat Paradoxe (2005‒2010); Flesh Waves (2010‒2013) et Phase #5 (2016 ‒), productions qui ont tournées dans les festivals internationaux (notamment en ouverture officielle de Cynetart04_Areale/Allemagne, Les rencontres internationales danse et arts numériques, Centre des arts d'Enghien-les-bains/France, Crash/Danemark, Future Moves/Rotterdam, E-Phos/Athènes), les biennales (2do Festival Internacional de Vidéo y Artes Electronicas of Buenos Aires (FIV)/Teatro San Martin/Buenos Aires, Tercera Bienal de Video y artes Electronicas//Museo de Arte Contemporáneo/Santiago) et les institutions artistiques (dont 40e anniversaire de la Délégation du Québec à Paris, Museum de Arte Moderna Da Bahia/Teatro Castro Alves/Salvador/Brésil, UNAM/Mexico) en Europe, en Amérique latine et au Québec.

## Œuvres

### Œuvres principales
- Communion (1994-1999), version finale du Partage des peaux[49], développe l'idée du passage ritualisé du corps réel vers le corps synthétique. Ce passage se faisait dans un processus de ritualisation de la peau réelle vers la peau électronique (scarification électronique). Ainsi, Communion se présente comme une sorte de prière, de mantra, d'invocation. C’est un adage de la fusion des chairs réelles et électroniques. Ainsi c'est une performance transdisciplinaire où se rencontrent la danse actuelle, la vidéo, l'infographie, la musique électroacoustique et mixte ainsi que les systèmes interactifs.

- La Démence des anges (1999-2005)[50], s'intéresse à l'altération, à la mutation du corps lorsqu'il est projeté dans les réseaux informatiques. Cette recherche-création est un duo télématique qui englobe deux espaces qui peuvent être situés à des milliers de kilomètres l’un de l’autre. La notion de sacré dans cette œuvre développe le concept de télématique, qui rejoint les idées d’ouverture des limites corporelles et d’ouverture de l’espace-temps d'Isabelle Choinière. La télématique amène aussi l’idée du démiurge, ainsi que celles de l'omniprésence et de l’ubiquité.

- Meat Paradoxe (phase #1-2-3, 2005-2010), Flesh Waves[51] (2010-2013), Phase #4[52] (2010-2013) et Phase #5[53] (2016-2017), sont trois phases d'une performance de réalité augmentée explorant les relations naissant de l’interaction impliquant le corps en mouvement et les technologies de la spatialisation sonore en temps réel. Sous une faible lueur apparaît une sculpture humaine tridimensionnelle en mouvement : cinq femmes, corps entremêlés, forment un « corps collectif ». Agissant comme sixième performeur, le son enveloppe également les spectateurs, les intégrant à l’intérieur d’une forme sonore vivante – le « corps collectif sonore ».

### Œuvres collectives
- 2002-2009 Exuvie – Sculptures de corps numérisées[54] / Série d’images 3D en mouvement utilisant la technologie d’Inspeck 3D. Fruit d’une collaboration entre les artistes Isabelle Choinière et Stéphan Ballard, ce projet d’installation de sculptures de corps numérisés invite le public à la contemplation, à la méditation… à la rencontre d’un autre réel; celui de la révélation d’autres couches de la perception. Véritable réflexion sur les procédés modernes de momification, cette installation est une invitation à un voyage poétique à travers le temps. Poussant les limites de la résolution de l’appareil, nous voulons pénétrer dans la matière du corps, permettant ainsi de scruter de façon optimale le potentiel révélateur de l’enveloppe corporelle, pour y découvrir un motif synthèse auquel serait ancrée l’intention originelle de l’expression du corps total.

- 2007-2010, fruit d’une rencontre initiée par le commissaire Frédéric Loury de la Galerie SAS pour le projet Mouvement Focalisé II, Isabelle Choinière, chorégraphe/artiste en art médiatique et Jean-François Gratton, photographe, ont amorcé un travail basé sur des « obsessions partagées, soit la révélation du réel ». S’investissant dans une démarche artistique hybride et mutante, ils ont travaillé le corps dansant à travers la photographie comme une masse corporelle, un « corps collectif »; un hyper réel qui révèle l’expérientiel de la corporalité, et le virtuel à travers la haute définition permise, entre autres, par une caméra architecturale.

- Corps cachés – Installation photographique est une réflexion sur l’image cachée, une invitation à l’imaginaire, à la curiosité. De façon simple, cette série de photos de deux corps imbriqués l’un dans l’autre offre aux spectateurs sa propre vision ou interprétation de la photo. Le cadre et le hors-cadre se côtoient. Ce jeu de cadrages permet qu’une toute petite partie de l’image soit vue, proposant ainsi un regard beaucoup plus actif. Cette série de photos a été créée pour l’exposition SMALL IS BEAUTIFULL dans un contexte de recherche commun entre Isabelle Choinière, chorégraphe et artiste en art médiatique et Jean-François Gratton, photographe.

### Revues de presse

Première page de The IATC Journal / Revue de I'AICT, Critical Stages, no 16 / E.-U., Europe

Première page de Repertório no 28 / Université de Bahia (Brézil) - Janvier 2017

- 1995 Revue de presse - Annick Bureaud, « ISEA - Leonardo Digital Reviews »
- 1994-1999 Extraits de presse pour Communion (Le Partage des Peaux)
- 1999-2005 Extraits de presse pour La Démence des anges
- 2005-2017 Extraits de presse pour Phases 1-2-3-4-5
- 2003 Elizabeth Plourde, ‘Un ange venu du cyberespace. La Démence des anges’, Cahiers de théâtre Jeu, no. 108 (September), Montreal, Canada, p. 132-135.
- 2003 Catherine Gosselin, ‘Cyberdanse’, Voir, week of October 9 to 15, Montreal, Canada p. 18.
- 2004 Bistra Klunker, ‘Sensibly Manipulated Reality’, Dresdner Neueste Nachrichten, November 19, Dresden, Germany.
- 2005 Mylène Blanchet, ‘Isabelle Choinière, Louise Bédard ; les chorégraphes en deux temps’, Parcours, vol. 11, no. 1 (May), Montreal, Canada, p. 28.
- 2006 Andréa Davidson, ‘3e création, phase 1, Isabelle Choinière / Corps Indice’, Bains numériques # 1, Danse et nouvelles technologies, Enghien-les-bains, France : Édition Centre des arts d’Enghien-les-bains, p. 47-53.
- 2007 Aline Apostolska, ‘Isabelle Choinière : une expérience démente, aline Apostolska’, Cyberpresse.ca, May 10, Montreal, Canada
- 2008 Louise Boisclair, ‘Isabelle Choinière de Corps Indice ; Autour des Demoiselles d’Avignon’, Inter, art actuel, ‘Espaces Sonores’, no. 98 (winter), Québec, Canada : Éditions Intervention, p. 52-56.
- 2009 Enrico Pitozzi, ‘Espace stéréoscopique pour corps sonore. Conversation avec Isabelle Choinière’, Edition Archée-périodique électronique, December 2009/ Projets, section entretiens, Montreal, Canada
- 2010 Enrico Pitozzi, ‘Corpo sonoro collettivo. Verso una tattilita uditiva / A collective resounding body. Aiming towards an auditory tactility’, Digimag, no. 51, February, Milan, Italy: Mobile Edition.
- 2014 Enrico Pitozzi ‘The Perception is a Prism: body, presence and technologies’, Brazilian Journal on Presence Studies, vol.4, no. 2, May/Aug. 2014, Porto Alegre, Brazil, p. 174-204, www.seer.ufrgs.br/presenca
- 2015 Andréa Davidson, ‘Isabelle Choinière: Corps Médiatisés’, Parcours L’Informateur des Arts (December), no. 86, Montreal, Canada.
- 2016 T.S. Flock, 'Every End Is a New Beginning', Seattle Weekly, October19-25, Seattle (Washington), États-Unis, p. 25, www.seattleweekly.com
- 2016 Numéro spécial ARCHÉE – novembre 2016
- 2017 Numéro spécial ARCHÉE – février 2017
- 2017 'The Collective sonic Body', IATC Critical Stages no 16, décembre 2017